# Meena Keshwar Kamal
Meena Keshwar Kamal, född 1956, död 1987, var en afghansk kvinnorättsaktivist. Hon är känd som grundaren av och ledaren för Revolutionary Association of the Women of Afghanistan (RAWA), som hon grundade år 1977 och sedan ledde fram till att hon mördades i Quetta i Pakistan för sin politiska aktivism.